# Eyüpspor Kulübü
L'Eyüpspor Kulübü è una società calcistica di Istanbul, in Turchia. Milita in Süper Lig, la massima serie del campionato turco di calcio.
Fondato nel 1919, il club gioca le partite in casa allo stadio Eyüp (2 500 posti). Vive forti rivalità con Fatih Karagümrük e Beykoz 1908.

## Storia
L'Eyüp İdman Yurdu fu fondato nel 1919 da Cemal Kılıç e da alcuni suoi amici. L'Eyüpspor, che divenne membro della Federazione calcistica della Turchia nel 1927, divenne campione della prima lega, l'allora seconda serie, nel 1934 e fu promosso nel campionato di Istanbul. Militò nella prima lega, un livello sotto il campionato di Istanbul, per tre anni. 
Passato al professionismo nel 1956, il club vinse il campionato di Istanbul nella stagione 1959-1960. Retrocesso tra i dilettanti dopo tre stagioni nei campionati professionistici, passò in terza lega nella stagione 1970-1971. Ritornò nei campionati professionistici, questa volta alla seconda lega, nella stagione 1982-1983, ma retrocesse nuovamente. Continuò a competere nei campionati professionistici dal 1984, dopo aver giocato nei campionati amatoriali per una stagione.
Promosso in seconda serie al termine della stagione 1981-1982, trascorse una sola stagione in cadetteria prima della retrocessione, per poi tornare in seconda serie vincendo il campionato di terza serie nella stagione 1986-1987. Dopo sette anni, nel 1994 retrocesse nuovamente in terza divisione.
Nella stagione 2013-2014 retrocesse in quarta divisione, per poi riguadagnare la promozione l'anno dopo vincendo il campionato. Nel 2020-2021 pose fine a un'attesa di trentasette anni, tornando in seconda divisione, mentre nel 2023-2024, sotto la guida dell'allenatore Arda Turan, ottenne la promozione in massima serie, sconfiggendo l'Altay per 4-1 alla penultima giornata del campionato cadetto, poi vinto sconfiggendo all'ultimo turno l'Erzurumspor per 4-0.

## Organico

### Rosa 2025-2026
Aggiornata al 20 agosto 2025.
| N. |                                 | Ruolo | Calciatore     |
| -- | ------------------------------- | ----- | -------------- |
| 1  | Brasile (bandiera)              | P     | Marcos Felipe  |
| 2  | Brasile (bandiera)              | D     | Lucas Calegari |
| 4  | Brasile (bandiera)              | D     | Luccas Claro   |
| 5  | Turchia (bandiera)              | D     | Emir Ortakaya  |
| 6  | Germania (bandiera)             | C     | Robin Yalçın   |
| 7  | Turchia (bandiera)              | C     | Halil Akbunar  |
| 8  | Turchia (bandiera)              | C     | Emre Akbaba    |
| 9  | Senegal (bandiera)              | A     | Mame Thiam     |
| 10 | Germania (bandiera)             | C     | Kerem Demirbay |
| 11 | Turchia (bandiera)              | A     | Serdar Gürler  |
| 17 | Turchia (bandiera)              | D     | Talha Ülvan    |
| 18 | Bosnia ed Erzegovina (bandiera) | D     | Nihad Mujakić  |
| 19 | Turchia (bandiera)              | A     | Umut Bozok     |
| 20 | Turchia (bandiera)              | A     | Mete Demir     |

| N. |                        | Ruolo | Calciatore       |
| -- | ---------------------- | ----- | ---------------- |
| 22 | Turchia (bandiera)     | D     | Erdem Çalık      |
| 26 | Turchia (bandiera)     | A     | Metehan Altunbaş |
| 28 | Azerbaigian (bandiera) | C     | İlter Taşkın     |
| 30 | Turchia (bandiera)     | C     | Yalçın Kayan     |
| 33 | Ucraina (bandiera)     | C     | Taras Stepanenko |
| 40 | Ghana (bandiera)       | A     | Prince Ampem     |
| 45 | Turchia (bandiera)     | P     | Halil Yeral      |
| 57 | Turchia (bandiera)     | C     | Melih Kabasakal  |
| 70 | Romania (bandiera)     | A     | Denis Drăguș     |
| 77 | Turchia (bandiera)     | D     | Umut Meraş       |
| 81 | Turchia (bandiera)     | C     | Hamza Akman      |
| 99 | Slovenia (bandiera)    | C     | Svit Sešlar      |
|    | Spagna (bandiera)      | C     | Samuel Sáiz      |

## Statistiche

### Partecipazione ai campionati
- TFF 1. Lig: 1982-1983, 1987-1994, 2021-
- TFF 2. Lig: 1970-1973, 1984-1987, 1994-2001, 2002-2014, 2015-2021
- TFF 3. Lig: 2001-2002, 2014-2015
- Bölgesel Amatör Lig: 1959-70, 1973-1982, 1983-1984

## Palmarès

### Competizioni nazionali
- TFF 2. Lig: 1

2020-2021
- TFF 3. Lig: 2

1986-1987, 2014-2015

### Altri piazzamenti
- TFF 2. Lig:

Terzo posto: 2010-2011 (gruppo rosso)
- TFF 3. Lig:

Secondo posto: 2001-2002